# Jan Kalwin
Jan Kalwin (fr. Jean Cauvin albo również Jean Calvin; ur. 10 lipca 1509 w Noyon, zm. 27 maja 1564 w Genewie) – francuski teolog protestancki, reformator, kaznodzieja, humanista, pisarz i organizator życia duchowego w Szwajcarii w okresie reformacji. Twórca jednej z doktryn religijnych – ewangelicyzmu reformowanego (od jego nazwiska nazywanej kalwinizmem), przyjętej przez Kościoły ewangelicko-reformowane, prezbiteriańskie, a następnie przez część kongregacjonalnych, opierającej się głównie na nauce o predestynacji oraz nauce o realnej i duchowej obecności Jezusa Chrystusa w Wieczerzy Pańskiej, w odróżnieniu od poglądu powszechnie panującego w Kościele katolickim (obecności realnej i cielesnej). Nazywany przez swych zwolenników „teologiem par excellence”; „Arystotelesem Reformacji”; „Akwinatą Kościoła reformowanego”; „najbardziej chrześcijańskim mężem swej epoki” czy też „drugim patriarchą reformacji”.
Kalwin rozpoczął reorganizację struktur kościelnych, dając początek prezbiteriańskiemu ustrojowi kościelnemu. Najważniejszym dziełem autorstwa Kalwina jest Institutio religionis christianae.

## Wczesne lata życia
Jan Kalwin urodził się we francuskiej Pikardii w mieście Noyon, które było siedzibą wpływowego biskupa. Rodzina Kalwina była blisko związana z Kościołem. Ojciec Kalwina, Gérard, pracował na dworze biskupim, początkowo jako notariusz, by awansować w końcu na stanowisko sekretarza biskupa. Pierwotne nazwisko ojca brzmiało Cauvin lub Caulvin (w pisowni pikardyjskiej: Chaulvin, pol. "Łysek"). Matka nazywała się z domu Cambray. Młody Kalwin otrzymał staranne wykształcenie w środowisku młodzieży z miejscowej szlachty. 

## Lata nauki
W wieku ok. 12 lat Kalwin rozpoczął studia na Uniwersytecie Paryskim (w Collège de Montaigu), które w zamyśle jego ojca miały zapewnić błyskotliwą karierę duchowną. Jednak Uniwersytet był w tym czasie miejscem, gdzie ścierał się stary, scholastyczny i katolicki model nauczania z nowymi renesansowymi prądami epoki, bardzo atrakcyjnymi dla młodego Kalwina.
Pojawiły się również żądania reform w Kościele. Przywódca reformatorów, Jacques Lefèvre d’Étaples (1455–1536), miał wśród studentów wielu zwolenników. Ponadto w kręgach uniwersyteckich były popularne pisma Lutra. Wszystko to przyczyniło się do oddalenia Kalwina od katolicyzmu. Dodatkowo postawa ta wzmocniła konflikt ojca Kalwina z dostojnikami kościelnymi z Noyon, co zniweczyło szanse na karierę duchowną Kalwina.
W 1528 po tym, jak Kalwin otrzymał tytuł magistra sztuk, ojciec kazał mu porzucić studiowanie teologii i poświęcić się studiom prawniczym. Posłuszny ojcu, Kalwin wyjechał do Orleanu, gdzie zapisał się na tamtejszy renomowany wydział prawa. Po upływie 3 lat i studiach w Bourges i Paryżu, Kalwin uzyskał doktorat z prawa oraz aplikanturę. Poznał również gruntownie starożytną grekę i łacinę.

## Zerwanie z Kościołem katolickim
Śmierć ojca w 1531 dała Kalwinowi możliwość decydowania o własnym losie. Powrócił wtedy do ośrodka życia intelektualnego, Paryża. Nie wiadomo kiedy dokładnie Kalwin przeszedł na protestantyzm – było to między 1532 i 1534. Kalwin był autorem mowy inauguracyjnej nowo wybranego rektora Uniwersytetu Paryskiego, Wilhelma Capa, która wywołała skandal. Mowa, wygłoszona w 1533, zawierała obronę tez Lutra i spowodowała oskarżenie rektora o herezję. Rektor wraz z Kalwinem pospiesznie opuścili Paryż.
Kalwin wiele podróżował po Francji, Włoszech i Szwajcarii. 4 maja 1534 wrócił do Noyon, aby zrzec się beneficjów kościelnych. Korzystanie z takich dochodów, chociaż były jego głównym źródłem utrzymania, uznał za niemoralne. Było to także ostateczne zerwanie związków z Kościołem katolickim. Raz jeszcze przebywał w Paryżu, lecz opuścił to miasto po akcji plakatowej radykalnych protestantów jesienią 1534 roku. We Francji nasiliły się represje wobec innowierców. Tej polityce patronował król Franciszek I. Kalwin ostatecznie uciekł z Francji na początku 1535 roku i zatrzymał się w Bazylei.

## Reformator religijny

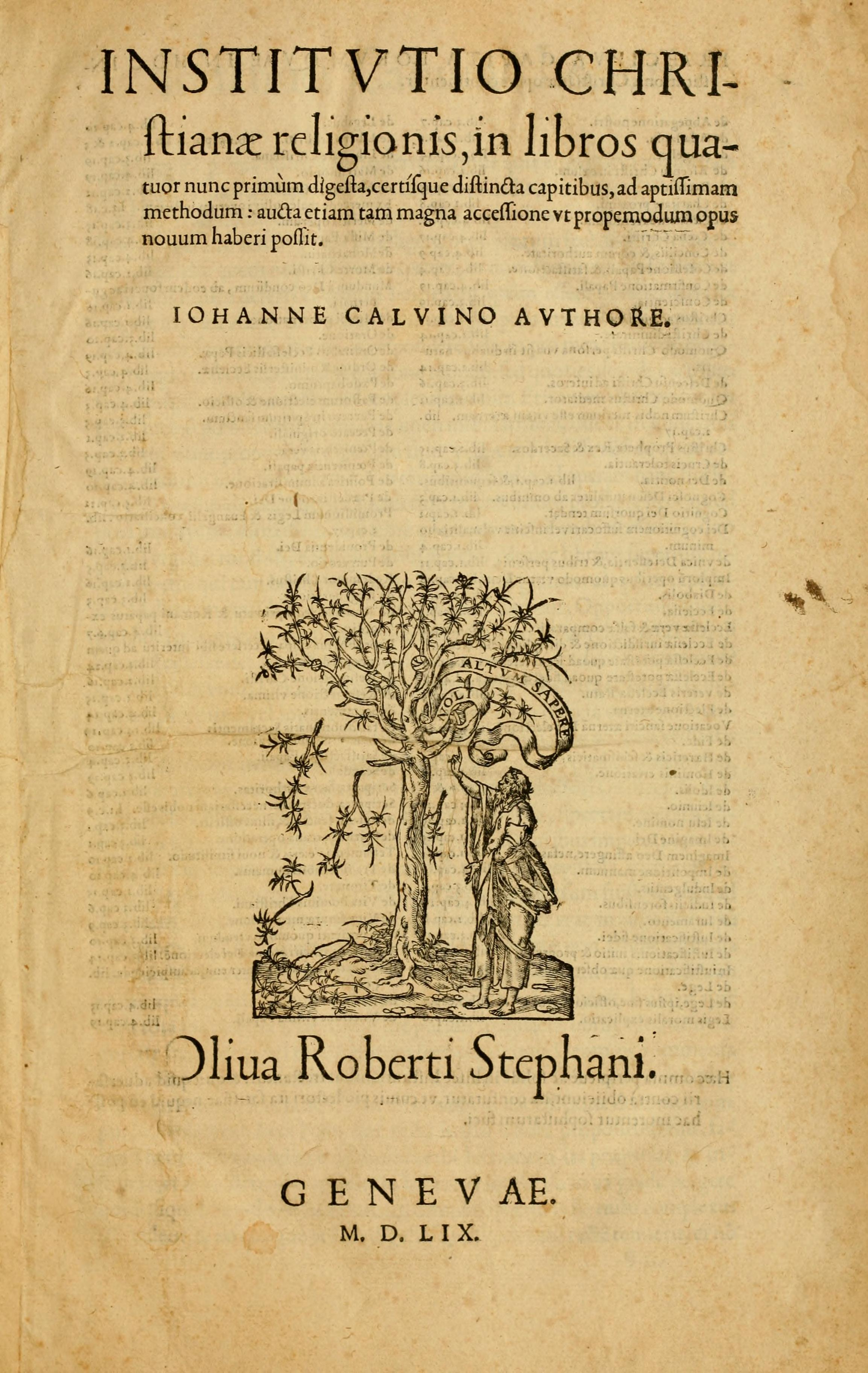
Strona tytułowa „Instituto”

Na początku 1536 w Bazylei Kalwin opublikował swoje najważniejsze dzieło: Institutio religionis christianae (Ustanowienie religii chrześcijańskiej). Zadedykował je Franciszkowi I z myślą, że osłabi niechęć króla wobec „antypaństwowej” postawy radykalnych protestantów. Dzieło Kalwina wyróżniało się systematycznością i jasnością doktryny. Po wielu zmianach wydanie ostateczne ukazało się w 1559 i od razu uczyniło z Kalwina wiodącą postać protestantyzmu, co było jednak sprzeczne z aspiracjami Kalwina, marzącego o spokojnej karierze akademickiej.

### Pierwszy pobyt w Genewie
W drodze do Strasburga w 1536 Kalwin zatrzymał się na nocleg w Genewie. Było to od niedawna wolne miasto (przy pomocy Szwajcarów zerwało więzi ze Świętym Cesarstwem Rzymskim) i od zaledwie dwóch miesięcy ośrodek protestantyzmu (pod przywództwem reformatora Wilhelma Farela). Farel przekonał go do pozostania w Genewie, argumentując, że taka jest wola Boga. Młody, bo zaledwie 28-letni Kalwin, od tej chwili na stałe związał swoje życie z tym miastem.
Rozpoczął energiczną reorganizację miejscowego Kościoła – wprowadził cotygodniową komunię. Ponieważ wymagało to według niego zachowania przez wszystkich wiernych surowej dyscypliny moralnej, ustanowił „ciało nadzorcze” (konsystorz genewski), ingerujące we wszystkie aspekty życia mieszkańców i zabraniające wielu rozrywek – jak np. taniec, śpiewanie sprośnych piosenek czy lektura romansów. Nabożeństwa odbywały się w kościołach pozbawionych typowo katolickich ozdób, takich jak obrazy, posągi, sztandary, proporce, ornaty itp. oraz ołtarza. Centralnym miejscem w kościele reformowanym nie jest już ołtarz a kazalnica, zaś kazanie głównym punktem nabożeństwa.
Kazania trwały około godziny i opierały się na szczegółowej analizie wybranego tekstu Biblii, z nawiązaniem do aktualnych okoliczności i życia Kościoła.
Taka dyscyplina kościelna nie spodobała się niektórym mieszkańcom Genewy (ze stronnictwa libertynów oraz Dzieci Genewy). Po dwóch latach napięcie sięgnęło zenitu, kiedy Kalwin oraz pozostali kaznodzieje odmówili udzielenia sakramentu Wieczerzy Pańskiej osobom wyznającym jawnie poglądy libertyńskie. Rada Miasta uznała, że Kalwin przekroczył swoje uprawnienia i nakazała jemu oraz Farelowi i Viretowi opuszczenie miasta w ciągu dwóch tygodni.

### Pobyt w Strasburgu
Lata 1538–1541 Kalwin spędził w Strasburgu, gdzie poświęcił się swojej ulubionej pracy naukowej. Jego współpracownikiem został Martin Bucer, którego teza o predestynacji zafascynowała Kalwina. Bucer pomógł także w organizowaniu Kościoła dla uciekinierów protestanckich z Francji. Organizacja ta miała w zamyśle Kalwina odpowiadać zaleceniom Chrystusa. Dla potrzeb Kościoła Kalwin opracował nową liturgię oraz napisał zbiór psalmów (Psałterz genewski). Był także reprezentantem protestantów w dysputach religijnych w Wormacji (1540) i Ratyzbonie (1541).
Kalwin w 1539 poślubił Idelette de Bure, wdowę po nawróconym anabaptyście Janie Stordeurze z Löttich.

### Powrót do Genewy
Kościół katolicki podjął ostrożne działania, aby nakłonić mieszkańców Genewy do powrotu na łono katolicyzmu. Wygnany biskup Genewy Jean Pierre de la Baume zorganizował konferencję w sąsiednim księstwie celem przywrócenia władzy Kościoła rzymskiego w Genewie. Zadanie nakłonienia mieszkańców miasta do powrotu do Kościoła katolickiego powierzono wykształconemu i łagodnemu kardynałowi Jacopo Sadoleto. W marcu 1539 Sadoleto napisał list do mieszkańców Genewy, w którym przedstawił idylliczny obraz Kościoła katolickiego, oczerniając – bez wymieniania nazwisk – reformatorów jako wichrzycieli i ludzi kierowanych niskimi pobudkami. Kalwin przebywał w tym czasie na wygnaniu w Strasburgu. We wrześniu przesłano mu kopię listu Sadoleta z prośbą o odpowiedź. Odpowiedział na list kardynała w ciągu siedmiu dni. Napisany przez Kalwina głośny List do Sadoleta, uchodzi do dziś za majstersztyk pisarstwa polemicznego.
Czterej radni – główni przeciwnicy Kalwina – popadli w tym czasie w niełaskę, zaś w Genewie panował coraz większy chaos i nieporządek. Rada Miasta zwróciła się z błaganiem do Kalwina, aby powrócił do Genewy. Ta propozycja przeraziła Kalwina, który miał jak najgorsze wspomnienia ze swojego pierwszego pobytu w tym mieście, niemniej po usilnych prośbach przedstawicieli Rady, a przede wszystkim za namową Farela, zgodził się, pod warunkiem zaakceptowania przez Radę jego teorii dyscypliny kościelnej. Przyznał jednocześnie, że zawinił w Genewie zbytnią surowością i zniecierpliwieniem.
Powrót Kalwina do Genewy był triumfem. Uważany za „męża opatrznościowego” i sam o tym przekonany, Kalwin (jako naczelny pastor, a od 1555 przewodniczący Konsystorza) zaczął energiczną działalność organizatorską, z poparciem całej rady miejskiej. W przekonaniu Kalwina całe życie chrześcijanina miało być podporządkowane religii. W tym duchu rada miejska Genewy zmieniała prawa. W świetle nowych badań popularny pogląd, jakoby Genewa czasów Kalwina stała się republiką teokratyczną, jest podważany. W praktyce rada miejska często nie zgadzała się z opiniami Kalwina. Ponadto przez większość pobytu reformatora w Genewie władza w mieście przypadała tzw. libertynom (stronnictwo głównego oponenta Kalwina – Amiego Perrina). Władza libertynów blokowała pomysły Kalwina i musiał on z uporem walczyć o przeprowadzanie konkretnych reform. W dodatku Kalwin przez niemalże cały okres swojego pobytu w Genewie nie miał statusu obywatela miasta, co uniemożliwiało mu branie udziału w wyborach do rady miejskiej i poważnie ograniczało jakiekolwiek wpływy w rządzeniu. Kalwin stał się obywatelem Genewy dopiero w 1559.
Od 1542 do 1546 stracono 58 osób, a 78 skazano na wygnanie. Wśród skazanych na śmierć były tzw. „czarownice z Peney” – 34 kobiety oskarżone o roznoszenie zarazy (dżumy) za pomocą maści rozsmarowywanej na odrzwiach i klamkach oraz za pomocą czarów. Winowajcy przyznali się do rozprzestrzeniania zarazy i zostali straceni. Innym przykładem surowości dyscypliny kościelnej w Genewie jest spalenie Hiszpana Miguela Serveta w 1553, przede wszystkim z powodu heterodoksyjnego poglądu na Trójcę Świętą. Należy jednak pamiętać, że wszelkie sprawy sądowe były roztrząsane przez władze miasta, do których Kalwin wówczas nie należał. Spalenie Serveta było czynem mającym podkreślić ortodoksyjność i autorytet rady miejskiej, której członkowie (głównie libertyni) tracili poparcie społeczne. Gest miał przysporzyć im nowych wyborców. Radni posłużyli się teologicznymi pismami Kalwina, polemizującymi z poglądami antytrynitarnymi i anabaptystycznymi, aby mieć argument teologiczny przeciwko Servetowi. Sam Kalwin nie uczestniczył w procesie Serveta i jedynie pośrednio miał wpływ na wydany wyrok.
W 1559 Kalwin założył w Genewie akademię teologiczną dla szerzenia nauki reformowanej. Sam brał udział w licznych dysputach religijnych, napisał szereg pism religijnych, komentarzy do Biblii i prowadził ożywioną korespondencję. Uczył o podwójnej predestynacji, tj. o bezwzględnym przeznaczeniu wiernych do nieba, a niewiernych na potępienie. W Komunii Św. widział duchową (nie materialną) obecność ciała i krwi Chrystusa przez wiarę. Odrzucił wszystkie urządzenia kościelne, nie posiadające oparcia w Piśmie Świętym, w tym instytucję hierarchicznego duchowieństwa, i wprowadził zasadę wybieralności pastorów przez wiernych. Był przeciwny wszelkim objawom „pogańskiego bałwochwalstwa”, w tym kultowi świętych, Matki Boskiej, obrazów, posągów i relikwii. Znacznie bardziej rygorystyczny pod tym względem niż Luter, sprzeciwiał się jakiemukolwiek ozdabianiu kalwińskich kościołów (w których często brak było nawet krzyża).
Po 23 latach faktycznych rządów Kalwina (nigdy nie miał żadnej oficjalnej funkcji politycznej), Genewa stała się silną republiką protestancką z uniwersalistycznym Kościołem (zyskała wówczas miano „Rzymu protestanckiego”).
Kościół, który Kalwin stworzył, oparty na drobiazgowej analizie Biblii i surowej dyscyplinie moralnej oraz strukturze demokratycznej (wybieralności organów, podziale władzy między kler i laikat) okazał się wyjątkowo odporny na prześladowania, np. w Niderlandach, na Węgrzech i we Francji. Kalwin skonsolidował rozproszone siły protestantyzmu i umocnił je, opierając się kontrreformacji, a także rozkładowym tendencjom wewnętrznym: sekciarstwu i niedowiarstwu. Rozpoczynał pracę w mieście rozwiązłym, bliskim anarchii, zostawiając pod koniec życia miasto dobrze zarządzane, które John Knox nazwał „najdoskonalszą szkołą Chrystusa na ziemi od czasów Apostołów”, a teolog luterański Valentin Andreae uznał za wzór do naśladowania.
Dopiero na 5 lat przed śmiercią Kalwin otrzymał obywatelstwo Genewy. Został pochowany na cmentarzu genewskim, gdzie do dziś spoczywa pod prostą płytą nagrobną, oznaczoną tylko inicjałami J.C. Zgodnie z jego życzeniem, grobu nigdy nie ozdabiają żadne kwiaty.
Teologia Kalwina i jego surowa dyscyplina znacznie wpłynęły na postać cywilizacji Zachodu w XVII i XVIII w. Kalwinistami byli hugenoci, holenderscy mieszczanie, angielscy purytanie, szkoccy prezbiterianie i pielgrzymi Nowej Anglii, którzy dla wyznawanej przez siebie wiary nie wahali się oddać życia lub porzucali wygody cywilizacji, by żyć zgodnie ze swymi zasadami w odległych krainach.

## Kalwin a reformacja polska

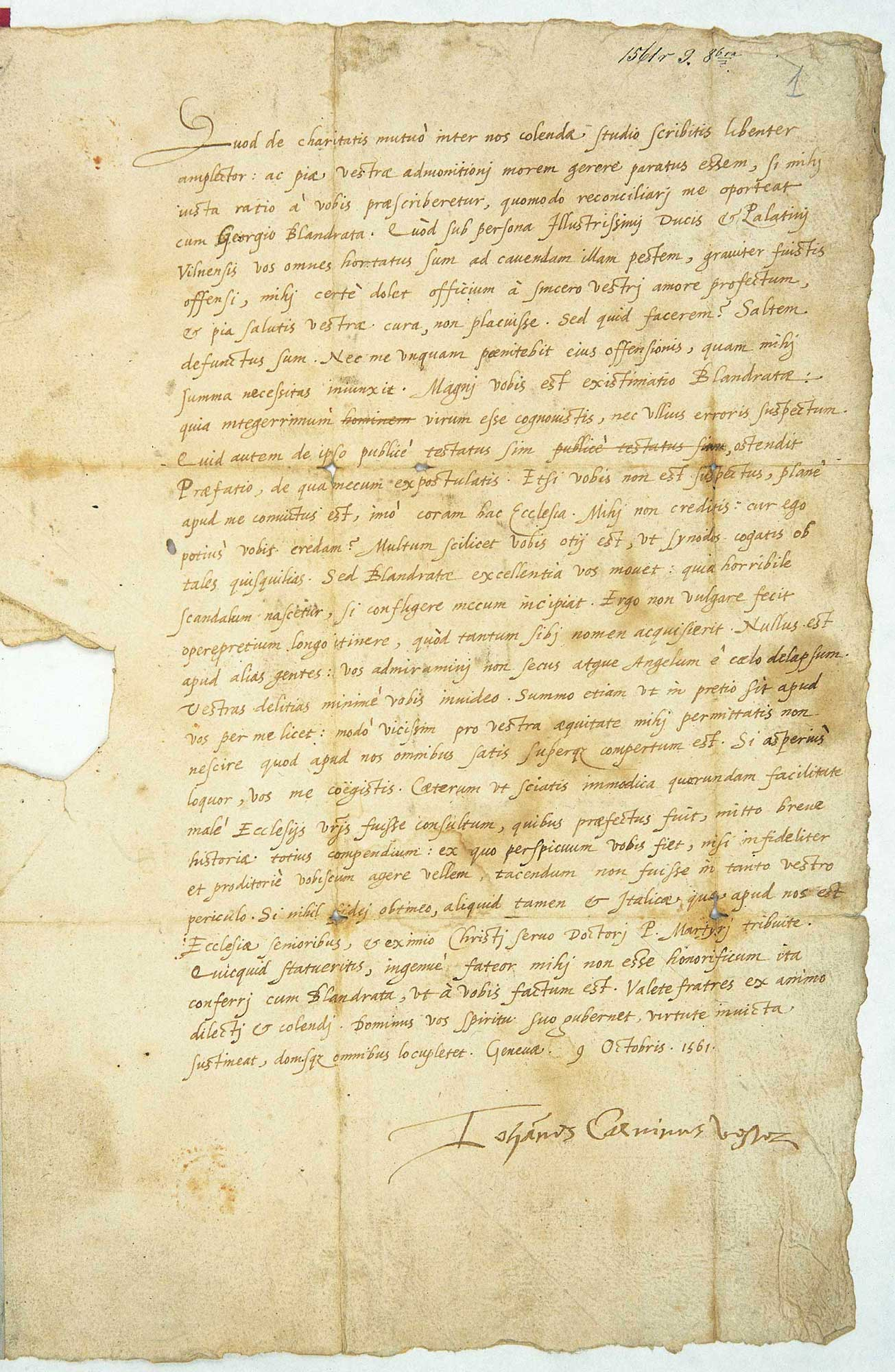
List Jana Kalwina do zboru kalwińskiego w Wilnie zawierający potępienie antytrynitarskich poglądów Jerzego Blandraty. 9 X 1561, Genewa

Kalwin od początku żywo interesował się losami polskich gmin wyznaniowych, nawiązujących do jego nauk. Takie gminy rozwinęły się najwcześniej, bo już w 1546, w Małopolsce. Początkowe duże sukcesy kalwinizmu w Europie Środkowej dawały nadzieję na ostateczny sukces tego wyznania i Kalwin osobiście zaangażował się w rozwój swojej doktryny w tym regionie. Napisał do polskich współwyznawców wiele listów (do dziś zachowało się 80), w których żarliwie zachęcał do wytrwania w wierze i rozwoju. Jednym z ważnych tematów polskiej korespondencji Kalwina był rozłam w zborach małopolskich i wyodrębnianie się zborów unitariańskich, czemu sprzyjała działalność Jerzego Blandraty.
Poza krótkim napomnieniem do braci polskich w 1563, dzieła Kalwina zasadniczo nie były w Polsce wydawane w całości. Pierwsza część Instytucji na bazie wydania łacińskiego z 1563 roku pt. "O zwierzchności świeckiej" (XX rozdział IV Księgi) ukazała się w 1599 roku w Małopolsce i była dedykowana Andrzejowi Szafrańcowi z Pieskowej Skały.  Ani miejsce wydania ani tłumacz nie są znani – Kriegseisen wskazuje na Grzegorza z Żarnowca (1528-1621) jako potencjalnego tłumacza. W 1626 roku w Lubczu ukazało się tłumaczenie Piotra Siestrzencewicza ostatniej części IV księgi pt. "Nauka o sakramenciech świętych Nowego testamentu. Wzięta z czwartych ksiąg Instytucji nabożeństwa krześcijańskiego Jana Kalwina, y na polskie wiernie przetłumaczone" i dedykowane Januszowi Radziwiłłowi.
Po II wojnie światowej zaczęły się ukazywać sporadycznie przekłady fragmentów niektórych jego dzieł i listów, jednak do tej pory nie wydano ani jednego kompletnego dzieła czy komentarza Kalwina w języku polskim.
W 2009 Wydawnictwo Naukowe Semper wydało ponownie "O Zwierzchności świeckiej" z opracowaniem i wstępem prof. Wojciecha Kriegseisena.

## Rola Kalwina jako humanisty
Kalwin był nie tylko reformatorem religijnym i twórcą kalwinizmu, ale także humanistą i pisarzem. Rozległość jego dzieła kontrastuje ze stosunkowo krótkim okresem życia, słabym zdrowiem oraz ogromem ciążących na nim obowiązków związanych z pracą kaznodziei, nauczyciela, reformatora i korespondenta.
Teorie Kalwina na temat organizacji Kościoła (podejmowanie decyzji na szczeblu podstawowym, nadzorowanie tych decyzji przez organy wybieralne aż do naczelnego „zgromadzenia ogólnego”) wywarły duży wpływ na europejską koncepcję państwa demokratycznego.
Niektóre kościoły ewangelicko-reformowane, wyrosłe na surowych zasadach kalwinizmu, stały się z czasem jednymi z najbardziej liberalnych i otwartych chrześcijańskich związków wyznaniowych.

## Wybrane dzieła Kalwina

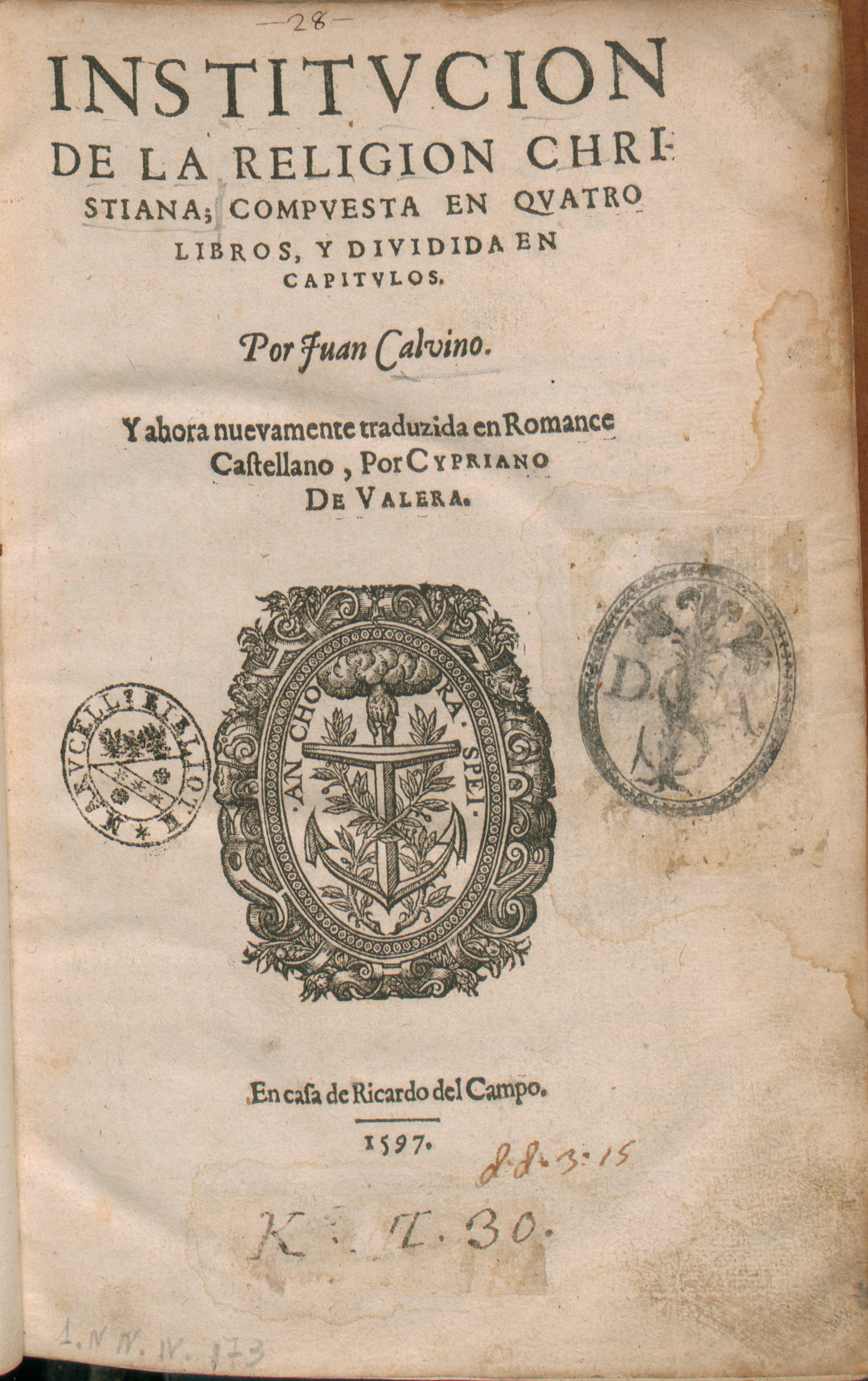
Institutio christianae religionis, 1597

- Institutio religionis christianae, wydanie łacińskie 1535, wydanie francuskie (Institution de la religion chrétienne) 1541
- Traité de la Cène (Traktat o Wieczerzy Pańskiej), 1540
- Traité des reliques (Traktat o relikwiach), 1543
- Traité des scandales (Traktat o skandalach), 1550
- Commentaires sur l’Écriture sainte (Komentarze do Pisma Świętego)
- Sommeil des âmes (Sen dusz), 1534
- Catéchisme de Genève (Katechizm genewski).
- Instruis-moi dans Ta vérité (Naucz mnie Twojej prawdy)